# Manuel María Salcedo
Manuel María de Salcedo y Quiroga (Málaga, España, 3 de abril de 1776-Condado de Bexar, Provincia de Texas, Nueva España, 3 de abril de 1813) fue un gobernador de la provincia novohispana de Texas a partir de 1808 hasta su muerte en 1813. Salcedo obtuvo experiencia de liderazgo ayudando a su padre Juan Manuel de Salcedo, quien fuera gobernador de la provincia entonces española de la Luisiana, (1801-30 de noviembre de 1803). En 1807, fue nombrado gobernador de Texas, y asumió oficialmente esa función el 7 de noviembre de 1808. Como gobernador, él y su tío Nemesio Salcedo, el comandante general de las Provincias Internas, estaban menudo en desacuerdo, sobre todo en temas de inmigración.
Al llegar noticias de la Guerra de Independencia de México y de comprobar su participación con los insurgentes, Salcedo fue derrocado del puesto de gobernador por Juan Bautista de las Casas en enero de 1811 y encarcelado durante varios meses en Monclova, provincia de Coahuila. Después de que él convenció a su captor, Ignacio Elizondo, para cambiar lealtades, Salcedo ayudó en la captura de documentos que detallaban los movimientos del ejército de Miguel Hidalgo, lo cual sería de ayuda para este último en la conspiración de Baján. El ejército rebelde fue capturado una semana después, y Salcedo dirigió el Tribunal Militar que finalmente condenó a los líderes de la insurgencia a la muerte. Después de cumplir con sus obligaciones con el Tribunal Salcedo regresó a Texas, pero no reanudó sus funciones por varios meses, como resultado de una disputa con su tío y respecto a que él tuvo la culpa de su propia captura.
En 1812, Salcedo llevó al ejército español en Texas en contra de los filibusteros, que se hacían llamar el Ejército Republicano del Norte. Sin tener éxito en derrotar a este ejército, finalmente se rindió el 2 de abril de 1813. Pese a las afirmaciones de que sería encarcelado, líderes del ejército filibustero lo ejecutaron al día siguiente. Para vengar la muerte de Salcedo, el ejército español reconquistó rápidamente Texas y trató con dureza a cualquier sospecha de traición.

## Primeros años
Manuel María de Salcedo nació en Málaga (España) el 3 de abril de 1776, hijo de Juan Manuel de Salcedo y Francisca de Quiroga y Manso. Cuando tenía siete años, Salcedo se matriculó en la Academia Real de Ocaña, después fue transferido al Real Seminario de Nobles, donde entrenó hasta que tenía 17 años. Salcedo luego ingresó a la infantería, donde alcanzó el grado de teniente y sirvió con su padre en Santa Cruz de Tenerife, Islas Canarias. En 1801, su padre se convirtió en el gobernador de la Luisiana española, posteriormente Salcedo le acompañó a Nueva Orleans.
En Nueva Orleans, Salcedo se desempeñó como comisionado de frontera mientras España se preparaba para transferir la colonia a Francia. Se casó en 1803 a una mujer de la localidad de ascendencia española y francesa, María Guadalupe Prietto y la Ronde. Regresaron a España el año siguiente después de que Napoleón había transferido Luisiana a los Estados Unidos a través de la compra de Luisiana.

## Nombramiento como gobernador
Mientras vivía en España, Salcedo fue nombrado gobernador de la provincia de Texas, parte del Virreinato de la Nueva España En este momento, Texas era una provincia escasamente poblada que constaba de tres asentamientos principales conectados por el Camino Real, con algunos presidios y más de una docena de misiones esparcidas por el desierto. La provincia limitaba al sur y al oeste con los ríos Nueces y Medina, y al norte y este con el Río Rojo. La capital era la villa de San Fernando, comúnmente llamado San Antonio de Bexar debido al presidio local (Presidio de San Antonio de Bexar) Alrededor de 2500 personas, soldados incluidos, vivían en San Antonio, había unos 600 residentes en La Bahia y alrededor de 770 personas en Nacogdoches
Como gobernador, Salcedo sería el representante del rey español en Texas. En este tiempo su tío, Nemesio Salcedo ejercía de diputado comandante general de las Provincias Internas. El gobernador era el comandante militar de la provincia y tenía la facultad de nombrar tenientes y cabos para supervisar los presidios y las defensas de las misiones. También ejercía de administrador civil, y daba el visto bueno a los resultados de todas las elecciones.

## Gobernación
En su primer año en el cargo, Salcedo se enfrentó a muchos problemas, a menudo incluso teniendo desacuerdos con su propio tío, Nemesio Salcedo. Después de visitar los Estados Unidos durante varios meses, Salcedo advirtió sobre "el espíritu agresivo de los hombres de la frontera anglo-americana." Para minimizar la amenaza a las fronteras españolas, Salcedo recomendó que Texas recibiera más colonos y soldados a la zona. Declaraba que los inmigrantes que puedan demostrar su lealtad a España serán recibidos en el provincia, incluyendo a los hombres desertores del Ejército de los EE. UU. Su tío en cambió ordenó que la frontera permaneciera cerrada a toda la gente de Luisiana, independientemente de su origen étnico. A pesar de la orden, Salcedo todavía se permitió esclavistas de los Estados Unidos para entrar a Texas con el fin de recuperar los esclavos fugitivos.
La provincia se encontraba en difícil situación económica, recibiendo poco de las provincias del interior. En un momento dado, Salcedo se encontró lo suficientemente desesperado y para los fondos que le pidió a los ciudadanos de la provincia donar dinero para pagar a las tropas que ayudaban a protegerlos. También continuó recibiendo quejas y regaños de su tío, quien elogió a casi todos los funcionario de alto rango en las zonas fronterizas, excepto a Salcedo.
Después de casi dieciocho meses en el cargo, Salcedo decidió inspeccionar otras zonas de la provincia. Salió de San Antonio de Bexar el 11 de marzo de 1810, para recorrer el este de Texas. Los Estados Unidos y España se disputaban el lugar de la frontera entre Texas y Luisiana, y en respuesta los comandantes militares locales declararon que el área entre el río Sabina y el río Rojo sería un terreno neutral que ni el ejército atravesaría. Como resultado de ello, esta sección de la tierra se convirtió en un refugio para forajidos. Durante su visita a Nacogdoches, Salcedo recomendó que las tropas españolas combinaran con un número igual de soldados estadounidenses para montar una ofensiva contra los bandidos. También interrogó personalmente a los jefes de las familias de nuevos inmigrantes a la zona para determinar si serían leales a España.
Después de regresar a San Antonio, Salcedo se enteró de que el Junta Central de Sevilla había emitido un edicto invitando a los colonos hispanos extranjeros a enviar representantes a la junta. Los habitantes de San Antonio reconocieron a Salcedo como elegido con prontitud para que los representase. Nemesio Salcedo invalidó inmediatamente las elecciones con el pretexto de que San Antonio no tenía un cabildo, que es un requisito previo para la votación. Salcedo calmó al pueblo de San Antonio, explicando que su obligación principal como gobernador de Texas requiere su presencia en Texas. En cambio, Texas estaría representado por el representante de Coahuila, Antonio Cordero.

## Revolución de Hidalgo

### Revuelta
Salcedo se encontraba recorriendo el sur de Texas, el 12 de septiembre de 1810. Cuatro días más tarde, el cura Miguel Hidalgo lanzó la revolución en México. Hidalgo creía que solo las personas que nacen en Nueva España sabían lo que era mejor para la zona, y que afirmaba que también deseaba gobernar en nombre del rey depuesto Fernando VII de España. Su objetivo era inflamar las provincias septentrionales, especialmente Texas, con la esperanza de que la causa podría ganar el apoyo de los Estados Unidos. Cuando la noticia de la revuelta alcanzó el este de Texas, muchos de los colonos huyeron a Luisiana, temiendo que el presidio sería incapaz de protegerlos. Salcedo ofreció una amnistía general a los pobladores si querían regresar a Texas el 1 de noviembre.
Salcedo volvió a San Antonio de Bexar a finales de octubre y comenzó a hacer planes para proteger a Texas. Por lo tanto pidió permiso para crear una milicia con 200 nobles locales de Texas para ayudar a la patrulla de Texas, pero esto le fue negado. Para prevenir la propagación de la literatura sediciosa, Salcedo instruyó al jefe de correos de San Antonio, Erasmo Seguin, para mantener todas las bolsas de correo entrantes y salientes hasta que hubieran sido inspeccionadas por el gobernador. Tanto el parto y el de lectura de correo fueron anuladas por Nemesio Salcedo por ser demasiado estricto y riguroso en la comunicación del resto de las provincias. Para mejorar el tiempo de respuesta, sin embargo, Nemesio Salcedo autorizó su sobrino para abrir la correspondencia de los Estados Unidos que fue dirigida al comandante general.
A finales de noviembre, Salcedo recibió un mensaje del virrey de la Nueva España dándole conocimiento de que Hidalgo y sus confederados Ignacio Allende y Juan Aldama pensaban capturar Texas para la insurgencia, y que esperaba que Salcedo pudiera capturarlos. Esto planteaba dificultades para Salcedo, cuyos soldados estaban operando sin los suministros necesarios, algunos ni siquiera tenían piedras para sus armas de fuego, y muchos miembros de la caballería no tenían caballos Ansioso por encontrar una solución, Salcedo intentó reclutar 200 Apaches lipanes para luchar con ellos, pero el acuerdo no se concretó. Salcedo envió 100 soldados para Saltillo para ayudar a defenderse de los insurrectos que luchaban en Coahuila.
En diciembre, Salcedo envió a su esposa e hija de San Antonio para mantenerlos a salvo. El 2 de enero, convocó a todos los 300 soldados en Bexar y les informó que iban a viajar al Río Grande para defender con mayor eficacia la provincia. Esto encendió rumores de que Salcedo estaba planeando abandonar la provincia. Cuatro días más tarde, Salcedo se vio obligado a publicar una proclama a todos los habitantes de la provincia, se solicitando apoyo para los realistas y negando que las autoridades españolas pretendían abandonar la Nueva España.
Dentro de los próximos días, Coahuila se rindió a los rebeldes. El 15 de enero, los rebeldes lanzaron un intento de tomar el gobierno de Texas, el complot fue descubierto y los conspiradores, entre ellos un teniente en el ejército, fueron detenidos. Salcedo luego canceló sus pedidos para enviar a las tropas hasta el río Grande, para que en su lugar pudieran proteger la capital. También emitió una declaración a los ciudadanos de San Antonio para advertirles de que ayudar a los rebeldes era traición.

### Captura
El 21 de enero, Juan Bautista de las Casas, un capitán retirado de la milicia de Nuevo Santander llevó a un grupo de sargentos del ejército para dar un golpe a San Antonio de Bexar. A la mañana siguiente se detuvo a Salcedo y todo su personal militar. A pesar de que Salcedo fue llevado a la detención, sin embargo, los soldados rebeldes, instintivamente, le saludaron. Las Casas encadenó a Salcedo, a Simon de Herrerra y Leyva, al gobernador de Nuevo Santander Manuel de Iturbe e Iraeta, que vivía en San Antonio, y otros doce oficiales españoles y los humilló delante de la ciudad. Los prisioneros fueron trasladados a Monclova en Coahuila.
El resto de Texas fue revolucionado rápidamente. Hubo poca resistencia en Nacogdoches, donde el comandante del presidio fue arrestado, o en La Bahía. De las Casas les confiscó de inmediato los bienes pertenecientes a peninsulares, y se proclamó el jefe de un gobierno provisional, liberando a prisioneros políticos y encarcelado realistas. Su gobierno arbitrario desencantó gran parte del ejército, y Juan Manuel Zambrano, el subdiácono de San Antonio, pronto condujo una contrainsurgencia en contra de él. El 2 de marzo, Zambrano y sus realistas marcharon hacia la casa de gobierno. De las Casas se rindió sin luchar, solo 39 días después de asumir el control. Zambrano restableció el control realista de la provincia y envió un mensajero para informar a los titulares de Salcedo.

### Victoria
Durante su cautiverio, Salcedo tentó a Ignacio Elizondo (su captor ), con la promesa de un ascenso y otras recompensas con la condición de renunciar a sus tendencias revolucionarias. Después de recibir el mensaje de Zambrano, el captor de Salcedo cambió nuevamente de bando. Con su ayuda, el 13 de marzo, Salcedo y sus oficiales militares fueron capaces de capturar Pedro de Aranda, que tenía documentos que detallan los movimientos del ejército revolucionario. Una semana más tarde, Salcedo encabezó un grupo que capturó la mayor parte del ejército de Hidalgo, así como 27 líderes rebeldes. Salcedo acompañó a los líderes capturados de Monclova a Chihuahua (en ese entonces parte de la Nueva Vizcaya, la sede del comandante general. El 26 de abril de 1811, el comandante general nombró a Salcedo para ser presidente de un tribunal de siete miembros para llevar a juicio a los revolucionarios. Los hombres fueron condenados a muerte e inmediatamente fueron fusilados.
Los realistas en Coahuila juzgaron rápidamente, condenaron y ejecutaron a los prisioneros capturados en San Antonio de Bexar. La cabeza de Las Casas fue enviada a San Antonio y se colocó en un poste en la plaza militar. Con Salcedo todavía en Chihuahua, Zambrano administró la provincia. Entre sus logros durante este tiempo fue inaugurar la primera escuela primaria en San Antonio.
Los realistas fueron ampliamente recompensados por su trabajo. San Antonio se elevó de una villa a una ciudad. Los que participaron en la junta realista se les dio comisiones o pagos en efectivo. Salcedo fue el único de los realistas en no recibir ningún premio y honores especiales. Él protestó airadamente al comandante general y solicitó una investigación militar sobre los acontecimientos que rodearon su captura, con la esperanza de ser exonerado. Nemesio Salcedo se negó a convocar y consulta, declarando que Salcedo simplemente había sido atrapado en retaguardia. Aunque Salcedo volvió a San Antonio el 11 de septiembre de 1811, se negó a asumir sus funciones como gobernador. Nemesio Salcedo finalmente le dijo que las autoridades superiores le confiaran la tarea o de lo contrario no habrían sido autorizados de regresar a Texas, y por lo tanto cualquier otra promoción o compensación eran superfluas. La ausencia de dicha compensación, sin embargo, disminuyó la posición de Salcedo a los ojos de muchos de los residentes de la provincia, muchos incluso se negaron a seguir las directivas verbales del gobernador.

## Derrota
Salcedo reanudó su mando el 15 de diciembre. Sus tendencias revolucionarias seguían siendo elevadas, y el 12 de febrero de 1812 Salcedo nombró un consejo militar en la seguridad pública para supervisar los casos de sedición. Como de costumbre, había una escasez de fondos y de los caballos dentro de la provincia. Salcedo hizo caso omiso del protocolo y escribió directamente al virrey de la Nueva España sobre los niveles de fuerza de tropas en Texas, incluyendo copias de los documentos que habían sido enviados al comandante general de las súplicas anteriores. En este momento, había solo un estimado de 1,137 tropas en la provincia.
Durante este tiempo, el revolucionario Bernardo Gutiérrez viajó a los Estados Unidos para tratar de obtener apoyo para derrocar a los realistas en México. Con el exteniente del Ejército de EE. UU. Augustus William Magee y William Shaler, Gutiérrez estableció una armada apoyada por estadounidenses en Luisiana y Natchez, que se hacía llamar el Ejército Republicano del Norte. El Ejército Republicano del Norte se reunió el terreno neutral, ya a principios de agosto de 1812 que cruzó el río Sabina en Texas. La mayoría de los soldados en Nacogdoches fueron lejos de la fortaleza, la cual cayó el 11 de agosto sin resistencia. Después de recibir información contradictoria sobre el tamaño del ejército rebelde, los soldados realistas españoles se retiraron al oeste. El retiro fue desorganizado, y muchos de los reclutas desertaron y regresó a Nacogdoches para unirse a los filibusteros. A mediados de agosto, los rebeldes controlaban nominalmente toda la tierra al este del río Guadalupe.
Para atraer reclutas, los filibusteros ofrecieron $40 por mes, más una legua española de terreno (4.428 acres) para todos los voluntarios. En septiembre su ejército contaba con 780 hombres. El ejército español en Texas fue casi dos veces mayor en este punto. El 2 de noviembre, Salcedo llevó a la mayoría de estas fuerzas a la Guadalupe con la esperanza de emboscar a los invasores. Uno de los soldados fue capturado, sin embargo, y reveló detalles de la emboscada. El ejército invasor giró hacia el sur para evitar la trampa, y en fue vez capturado en Presidio La Bahia. Salcedo comenzó puntualmente el asalto de la fortaleza.
Incapaz de obtener una victoria decisiva, Salcedo abandonó el sitio el 19 de febrero de 1813, y regresó hacia San Antonio de Bexar. Durante el retiro, muchos de los soldados desertaron y se unieron al Ejército Republicano del Norte. Los dos ejércitos se encontraron a lo largo del vado Salado en la Batalla de Rosillo. Después de una batalla de 15 minutos, el Ejército español rompió filas y, en marzo, una vez más se retiró hacia San Antonio. Algunos indios que se habían aliado con los rebeldes victoriosos persiguieron a muchos de los fugitivos y los mataron. En total, 330 realistas perdieron la vida, mientras que solo 6 republicanos murieron.
De vuelta en San Antonio, Salcedo y los realistas asumieron una posición defensiva en los alrededores de El Álamo y esperaron a un asalto. No fue una larga espera. Cuando la noticia de la victoria republicana alcanzó el este, los nuevos reclutas comenzaron a prestar atención al presidio La Bahía, y, por tanto, la reforzaron, Kemper pronto realizó la búsqueda de las fuerzas de Salcedo.
En Bexar, una batalla decisiva terminó con los realistas siendo retrocedidos de nuevo hacia el Álamo. Las cosas cambiaron y Salcedo estaba ahora en estado de sitio, pidió términos. Kemper le respondió que si fueran a rendirse, no habría represalias, los soldados simplemente se disolvieron y los oficiales serían liberados "por su propia libertad condicional".
El 2 de abril, Salcedo y 14 miembros de su personal se rindieron. Salcedo intentó dos veces para presentar oficialmente su espada a los oficiales angloamericanos. Siguiendo su propio protocolo, los estadounidenses se negaron a aceptar su rendición y le indicaron que debía presentarla a Gutiérrez. Salcedo una vez metió la espada en el suelo y dio un paso atrás. Gutiérrez se declaró jefe de un gobierno provisional y nombró una Junta para deliberar cargos contra Salcedo y los demás realistas.
En parte debido al empuje de un cierto Capitán Delgado quien exigió venganza contra Salcedo por la muerte de su padre, fueron rápidamente declarados culpables de traición al movimiento de Hidalgo y condenado a muerte.
Cuando Kemper y los estadounidenses se opusieron a esto como una traición a las condiciones ofrecidas a los realistas, Gutiérrez sugirió que Salcedo y sus oficiales españolas fueran llevados a la costa y desde allí enviaron por barco a Nueva Orleans para la libertad condicional.
Kemper aceptó esto y, escoltado por una compañía de soldados rebeldes, Salcedo y los oficiales fueron enviados hacia la costa. Pero Gutiérrez aparentemente había entrado en una conspiración con Delgado y Delgado estaba al mando de la escolta.
En la noche del 3 de abril, a unos 10 km al suroeste de Béjar, cerca del sitio de la Batalla de Rosillo, la columna se detuvo. Amenazando a Salcedo que estaban a punto de morir, todos los prisioneros estaban atadas las manos y los pies. Después de algunas burlas, los obligaron a arrodillarse con las manos atadas a la espalda. Entonces, el propio Delgado dio un paso detrás de cada uno de ellos, y uno por uno, sin piedad cortó sus gargantas.
Sus cuerpos fueron dejados en el suelo para los buitres, pero el cuerpo de Salcedo fue recuperado por el padre José Darío Zambrano y enterrado en la Iglesia de San Fernando el 28 de agosto.

## Consecuencias
La mañana después de la muerte de Salcedo, los rebeldes anunciaron lo que habían hecho. La mayoría de los líderes anglo-americanos del movimiento de deslindaron del asesinato y muchos comenzaron a retirarse. Las autoridades españolas decidieron reconquistar Texas, y para acelerar su respuesta al virrey creó una nueva unidad administrativa, la Comandancia General de las Provincias Internas de Oriente, con sede en Monterrey. San Antonio de Bexar fue recuperada el 18 de agosto. El nuevo comandante general, José Joaquín de Arredondo, entró en la ciudad dos días más tarde y de inmediato detuvo a 700 hombres residentes. El ejército filibustero fue derrotado en la batalla de Medina, y los rebeldes que lograron escapar de la batalla huyeron a terreno neutral.
Arredondo amenazó con la ejecución inmediata para cualquier persona que cruzara a Texas desde Luisiana, y durante tres años pocas personas lo habían intentado. Durante los siguientes cuatro años, Texas tuvo cinco gobernadores provisionales, hasta que Antonio María Martínez se convirtió en el último gobernador de Texas como provincia española.

## Lectura adicional
Kessel, John L. (2002), España en el Suroeste: una historia narrativa del Colonial Nuevo México, Arizona, Texas y California, Universidad de Oklahoma Press, ISBN 978 - 0-8061-3484-0.